# 島根県道52号弥栄旭インター線
島根県道52号弥栄旭インター線（しまねけんどう52ごう やさかあさひインターせん）は、島根県浜田市を通る県道（主要地方道）である。

## 概要

### 路線データ
- 起点：島根県浜田市弥栄町木都賀（島根県道34号浜田美都線交点）
- 終点：島根県浜田市旭町丸原（浜田自動車道旭IC・島根県道329号桜江旭インター線交点）

## 歴史
- 1993年（平成5年）5月11日 - 建設省から、県道黒沢安城浜田線の一部・県道金城弥栄線・県道徳田田の原線・県道今福戸河内線の一部・県道雲月山公園線が弥栄旭インター線として主要地方道に指定される[1]。

## 路線状況

### 重複区間
- 島根県道179号黒沢安城浜田線（浜田市弥栄町木都賀 - 浜田市弥栄町高内）
- 国道186号（浜田市金城町小国）
- 島根県道・広島県道114号今福芸北線（浜田市金城町小国）
- 島根県道・広島県道5号浜田八重可部線（浜田市旭町坂本 - 浜田市旭町丸原）
- 島根県道・広島県道7号浜田作木線（浜田市旭町今市 - 浜田市旭町丸原）

### 通行不能区間
- 島根県浜田市金城町小国（緑資源幹線林道（雲月トンネル経由）で迂回可能）

## 地理

### 通過する自治体
- 浜田市

### 交差する道路
| 交差する道路                                                                                  | 交差する場所           | 交差する場所  |
| --------------------------------------------------------------------------------------------- | ---------------------- | ------------- |
| 島根県道34号浜田美都線 島根県道179号黒沢安城浜田線 重複区間起点                               | 弥栄町木都賀（きつか） | 起点          |
| 島根県道306号長安野坂線                                                                       | 弥栄町長安本郷         |               |
| 島根県道179号黒沢安城浜田線 重複区間終点                                                      | 弥栄町高内             |               |
| 国道186号 重複区間起点                                                                        | 金城町小国             |               |
| 国道186号 重複区間終点                                                                        | 金城町小国             |               |
| 島根県道・広島県道114号今福芸北線 重複区間起点                                                | 金城町小国             |               |
| 緑資源幹線林道                                                                                | 金城町小国             |               |
| 通行不能区間                                                                                  |                        |               |
| 島根県道・広島県道114号今福芸北線 重複区間終点                                                | 金城町小国             |               |
| 緑資源幹線林道                                                                                | 旭町坂本               |               |
| 緑資源幹線林道                                                                                | 旭町坂本               |               |
| 島根県道・広島県道5号浜田八重可部線 重複区間起点                                              | 旭町坂本               |               |
| 島根県道・広島県道7号浜田作木線 重複区間起点                                                  | 旭町今市               |               |
| 島根県道・広島県道5号浜田八重可部線 重複区間終点 島根県道・広島県道7号浜田作木線 重複区間終点 | 旭町丸原               |               |
| E74 浜田自動車道 島根県道329号桜江旭インター線                                                | 旭町丸原               | 3 旭IC / 終点 |